# Костюбе
Костюбе (каз. Қостөбе) — посёлок в Володарском районе Астраханской области, входит в состав сельского поселения Актюбинский сельсовет. Население 528 человек (2010).

## География
Село находится в юго-восточной части Астраханской области, в дельте реки Волги, по берегу ерика Ильмаметьев.
Абсолютная высота 24 метра ниже уровня моря.
уличная сеть
состоит из восьми географических объектов: ул. Абая, ул. Гагарина, ул. Джамбула, ул. Кирпичная, ул. Набережная, ул. Победы, ул. Солнечная, ул. Степная
Климат умеренный, резко континентальный, характеризуется высокими температурами летом и низкими — зимой, малым количеством осадков, а также большими годовыми и летними суточными амплитудами температуры воздуха.

## Население
| 2002 | 2010 |
| ---- | ---- |
| 416  | ↗528 |

Национальный и гендерный состав
По данным Всероссийской переписи, в 2010 году численность населения села составляла 528 человек (257 мужчин и 271 женщин, 48,7 и 51,3 %% соответственно).
Согласно результатам переписи 2002 года, в национальной структуре населения казахи составляли 93 % из общего числа в 417 жителей.
| Национальность | Численность (2010) | Процент |
| -------------- | ------------------ | ------- |
| Казахи         | 489                | 93,7%   |
| Чеченцы        | 16                 | 3,1%    |
| Татары         | 7                  | 1,3%    |
| Турки          | 6                  | 1,1%    |
| Русские        | 4                  | 0,8%    |
| Всего          | 522                | 100%    |

## Инфраструктура
- МКОУ «Костюбинская ООШ» (дошкольные группы) на ул. Набережная, 1.[7].
- Фельдшерско-акушерский пункт, вновь открыт в 2018 году.[8]

достопримечательностиостатки вала Малый Бугор.

## Транспорт
Подъезд к региональной автотрассе 12К 018 Автодорога Астрахань — Марфино (от автодороги Астрахань — Красный Яр).
Проселочные дороги.